# Marija Egipatska
Marija Egipatska (oko 344. – oko 421.) je egipatska svetica.
Bavila se prostitucijom prije svoga obraćenja.
Spomendan joj je 2. travnja (katoličanstvo).